# August Petermann
August Heinrich Petermann (Bleicherode, 1822 – Gotha, 1878) è stato un cartografo tedesco.

## Biografia
Lavorò alla casa editrice Perthes dal 1854 al 1878. Nel 1855 fondò un'importante rivista geografica, la Petermanns Geographische Mitteilungen, che si stampò per lunghissimo tempo. 
Petermann promosse le esplorazioni artiche e scoprì vari rilievi in Groenlandia.